# Vrpolje (Knin)
Vrpolje je mjesto sjeveroistočno od Knina i stara hrvatska rimokatolička župa.

## Povijest
Mjesna crkva svetog Jakova iz 18. st. je jedan od hrvatskih sakralnih objekata koje su Srbi oštetili za vrijeme agresije na Hrvatsku.
Crkvenom upravnom podjelom Vrpolje je u srednjem vijeku pripadalo kninskoj biskupiji, a ta se župa zvala Polje. Nakon što su Osmanlije zauzele ovaj kraj 1522. godine, pastoralni rad obnašaju franjevci s Visovca. Kad se ovaj kraj oslobodio od turske vlasti, Vrpolje je bilo dijelom skradinske biskupije, a župnici su bili iz redova franjevaca. Trećinom 19. st. Vrpolje dolazi pod Šibensku biskupiju, kninski dekanat.
Vrpolje se od 1991. do 1995. godine nalazilo pod srpskom okupacijom.
Uoči proslave Dana domovinske zahvalnosti, 4. kolovoza 2024. u mjestu je otvoreno memorijalno groblje posvećeno 402 djece ubijene u Domovinskom ratu, čija su imena upisana na zasebne kamene.

## Stanovništvo
Prema popisu 2011. u mjestu živi 213 ljudi.
Stanovništvo je uglavnom hrvatsko, rimokatoličko.

### Popis 1991.
Prema popisu 1991. u mjestu je živjelo 536 ljudi od čega 343 Hrvata, 174 Srba i 19 ostalih (uglavnom Jugoslavena), te je tako Vrpolje bilo jedno od rijetkih naselja u okolici Knina s hrvatskom većinom.

### Kretanje broja stanovnika za Vrpolje
| broj stanovnika | 592   |       | 549   | 622   | 692   | 883   | 692   | 802   | 711   | 727   | 688   | 607   | 516   | 536   | 204   | 213   | 159   |
|                 | 1857. | 1869. | 1880. | 1890. | 1900. | 1910. | 1921. | 1931. | 1948. | 1953. | 1961. | 1971. | 1981. | 1991. | 2001. | 2011. | 2021. |